# Onitis aygulus
Onitis aygulus är en skalbaggsart som beskrevs av Fabricius 1781. Onitis aygulus ingår i släktet Onitis och familjen bladhorningar. Inga underarter finns listade i Catalogue of Life.